# Conothraupis mesoleuca
Conothraupis mesoleuca là một loài chim trong họ Thraupidae.